# إغناثيو أغيري
إغناثيو أغيري (بالإسبانية: Ignacio Aguirre)‏ هو رسام وفنان مكسيكي، ولد في 23 ديسمبر 1900 في San Sebastián del Oeste ‏ في المكسيك، وتوفي في 11 يوليو 1990 في مدينة مكسيكو في المكسيك.